# Coupe UEFA 1977-1978
Navigation
Édition précédente Édition suivante
La Coupe UEFA 1977-1978 est la septième édition de la Coupe de l'UEFA, qui oppose les meilleurs clubs européens qualifiés grâce aux résultats de leur championnat national. Cette édition voit le PSV Eindhoven s'imposer en finale contre la formation surprise de cette année, le SEC Bastia, qui est le premier club français à atteindre la finale de la compétition. C'est la deuxième Coupe de l'UEFA remportée par une équipe néerlandaise (Feyenoord Rotterdam l'a remportée en 1974) et la première Coupe d'Europe gagnée par le PSV.
Deux joueurs se partagent le titre de meilleur buteur cette saison : Gerrie Deijkers, titré avec le PSV Eidhoven et Raimondo Ponte, qui atteint avec les Grasshopper Club Zurich les demi-finales de la compétition, soit le meilleur résultat d'un club helvétique en Coupe de l'UEFA.
Comme depuis cinq saisons, il n'y a pas d'équipe albanaise lors de cette édition. La Suisse et la Pologne obtiennent le droit de qualifier trois clubs, au détriment de la Roumanie et de la Hongrie, qui n'en envoient que deux.
Le tenant du titre, l'équipe italienne de la Juventus, ne participe pas à la compétition cette saison car il est qualifié pour la Coupe des clubs champions à la suite de son titre de champion d'Italie.

## Trente-deuxièmes de finale
| Équipe 1            | Résultat | Équipe 2                | Aller  | Retour   |
| ------------------- | -------- | ----------------------- | ------ | -------- |
| Eintracht Francfort | 5 - 0    | Sliema Wanderers        | 5 - 0  | 0 - 0    |
| AZ Alkmaar          | 16 - 1   | Red Boys Differdange    | 11 - 1 | 5 - 0    |
| Aston Villa         | 6 - 0    | Fenerbahçe              | 4 - 0  | 2 - 0    |
| FC Barcelone        | 8 - 2    | Steaua Bucarest         | 5 - 1  | 3 - 1    |
| SC Bastia           | 5 - 3    | Sporting Portugal       | 3 - 2  | 2 - 1    |
| Bayern Munich       | 12 - 0   | Mjøndalen IF            | 8 - 0  | 4 - 0    |
| Boavista FC         | 1 - 5    | SS Lazio                | 1 - 0  | 0 - 5    |
| Bohemian FC         | 0 - 4    | Newcastle United        | 0 - 0  | 0 - 4    |
| Carl Zeiss Iéna     | 6 - 5    | Altay SK                | 5 - 1  | 1 - 4    |
| Dundee United       | 1 - 3    | Kjøbenhavns Boldklub    | 1 - 0  | 0 - 3    |
| Fiorentina          | 1 - 5    | FC Schalke 04           | 0 - 3  | 1 - 2    |
| BK Frem             | 1 - 8    | Grasshopper Club Zurich | 0 - 2  | 1 - 6    |
| Glenavon FC         | 2 - 11   | PSV Eindhoven           | 2 - 6  | 0 - 5    |
| Górnik Zabrze       | 5 - 3    | FC Haka Valkeakoski     | 5 - 3  | 0 - 0    |
| Inter Milan         | 0 - 1    | SK Dinamo Tbilissi      | 0 - 1  | 0 - 0    |
| Dynamo Kiev         | 1 - 1e   | Eintracht Brunswick     | 1 - 1  | 0 - 0    |
| Landskrona BoIS     | 0 - 6    | Ipswich Town            | 0 - 1  | 0 - 5    |
| UD Las Palmas       | 8 - 4    | FK Sloboda Tuzla        | 5 - 0  | 3 - 4    |
| Racing Club de Lens | 4 - 3    | Malmö FF                | 4 - 1  | 0 - 2    |
| LASK Linz           | 3 - 9    | Újpest FC               | 3 - 2  | 0 - 7    |
| Odra Opole          | 2 - 3    | 1. FC Magdebourg        | 1 - 2  | 1 - 1    |
| Olympiakos Le Pirée | 4 - 6    | Dinamo Zagreb           | 3 - 1  | 1 - 5    |
| Manchester City     | 2 - 2e   | Widzew Łódź             | 2 - 2  | 0 - 0    |
| Marek Dupnitsa      | 3 - 2    | Ferencváros TC          | 3 - 0  | 0 - 2    |
| Rapid Vienne        | 1 - 3    | Inter Bratislava        | 1 - 0  | 0 - 3    |
| RWD Molenbeek       | 2 - 1    | Aberdeen FC             | 0 - 0  | 2 - 1    |
| Servette FC         | 1 - 2    | Athletic Bilbao         | 1 - 0  | 0 - 2    |
| Standard de Liège   | 3e - 3   | SK Slavia Prague        | 1 - 0  | 2 - 3    |
| IK Start            | 8 - 0    | Fram Reykjavik          | 6 - 0  | 2 - 0    |
| ASA Târgu Mureș     | 1 - 3    | AEK Athènes             | 1 - 0  | 0 - 3    |
| Torino FC           | 4 - 1    | APOEL Nicosie           | 3 - 0  | 1 - 1    |
| FC Zurich           | 2 - 1    | CSKA Sofia              | 1 - 0  | 1 - 1 ap |

## Seizièmes de finale
| Équipe 1             | Résultat        | Équipe 2                | Aller | Retour   |
| -------------------- | --------------- | ----------------------- | ----- | -------- |
| AEK Athènes FC       | 3 - 6           | Standard de Liège       | 2 - 2 | 1 - 4    |
| AZ Alkmaar           | 2 - 2 (4-5 tab) | FC Barcelone            | 1 - 1 | 1 - 1    |
| Aston Villa          | 3 - 1           | Górnik Zabrze           | 2 - 0 | 1 - 1    |
| SC Bastia            | 5 - 2           | Newcastle United        | 2 - 1 | 3 - 1    |
| Bayern Munich        | 3 - 2           | Marek Dupnitsa          | 3 - 0 | 0 - 2    |
| FK Inter Bratislava  | 2 - 5           | Grasshopper Club Zurich | 1 - 0 | 1 - 5    |
| Ipswich Town         | 4 - 3           | UD Las Palmas           | 1 - 0 | 3 - 3    |
| Kjøbenhavns Boldklub | 2 - 6           | SK Dinamo Tbilissi      | 1 - 4 | 1 - 2    |
| SS Lazio             | 2 - 6           | RC Lens                 | 2 - 0 | 0 - 6 ap |
| 1. FC Magdebourg     | 7 - 3           | Schalke 04              | 4 - 2 | 3 - 1    |
| RWD Molenbeek        | 2 - 2 (5-6 tab) | FC Carl Zeiss Iéna      | 1 - 1 | 1 - 1    |
| IK Start             | 1 - 4           | Eintracht Brunswick     | 1 - 0 | 0 - 4    |
| Torino FC            | 3 - 2           | Dinamo Zagreb           | 3 - 1 | 0 - 1    |
| Újpest FC            | 2 - 3           | Athletic Bilbao         | 2 - 0 | 0 - 3 ap |
| Widzew Łódź          | 3 - 6           | PSV Eindhoven           | 3 - 5 | 0 - 1    |
| FC Zurich            | 3 - 7           | Eintracht Francfort     | 0 - 3 | 3 - 4    |

## Huitièmes de finale
| Équipe 1            | Résultat        | Équipe 2                | Aller | Retour |
| ------------------- | --------------- | ----------------------- | ----- | ------ |
| Aston Villa         | 3 - 1           | Athletic Bilbao         | 2 - 0 | 1 - 1  |
| SEC Bastia          | 5 - 3           | Torino FC               | 2 - 1 | 3 - 2  |
| FC Carl Zeiss Iéna  | 4 - 1           | Standard de Liège       | 2 - 0 | 2 - 1  |
| Eintracht Francfort | 6 - 1           | Bayern Munich           | 4 - 0 | 2 - 1  |
| Ipswich Town        | 3 - 3 (1-3 tab) | FC Barcelone            | 3 - 0 | 0 - 3  |
| 1. FC Magdebourg    | 4 - 2           | Racing Club de Lens     | 4 - 0 | 0 - 2  |
| PSV Eindhoven       | 4 - 1           | Eintracht Brunswick     | 2 - 0 | 2 - 1  |
| SK Dinamo Tbilissi  | 1 - 4           | Grasshopper Club Zurich | 1 - 0 | 0 - 4  |

## Quarts de finale
| Équipe 1            | Résultat | Équipe 2                | Aller | Retour |
| ------------------- | -------- | ----------------------- | ----- | ------ |
| Aston Villa         | 3 - 4    | FC Barcelone            | 2 - 2 | 1 - 2  |
| SEC Bastia          | 9 - 6    | FC Carl Zeiss Iéna      | 7 - 2 | 2 - 4  |
| 1. FC Magdebourg    | 3 - 4    | PSV Eindhoven           | 1 - 0 | 2 - 4  |
| Eintracht Francfort | 3 - 3e   | Grasshopper Club Zurich | 3 - 2 | 0 - 1  |

## Demi-finales
| Équipe 1                | Résultat | Équipe 2     | Aller | Retour |
| ----------------------- | -------- | ------------ | ----- | ------ |
| Grasshopper Club Zurich | 3 - 3e   | SEC Bastia   | 3 - 2 | 0 - 1  |
| PSV Eindhoven           | 4 - 3    | FC Barcelone | 3 - 0 | 1 - 3  |

## Finale
| Équipe 1   | Résultat | Équipe 2      | Aller | Retour |
| ---------- | -------- | ------------- | ----- | ------ |
| SEC Bastia | 0 - 3    | PSV Eindhoven | 0 - 0 | 0 - 3  |